# Néstor Mora
Pour les articles homonymes, voir Mora.
Mora  Zárate est un nom espagnol. Le premier nom de famille, en général paternel, est Mora ; le second, en général maternel, souvent omis, est Zárate.
Néstor Oswaldo Mora Zárate était un coureur cycliste colombien, né le  20 septembre 1963 à Bogota et mort le 20 février 1995 à Manizales dans un accident de la circulation.

## Repères biographiques
Néstor Mora devient professionnel en 1985 et le reste jusqu'en 1995. Pour lui, l'étape gagnée sur le Tour d'Espagne 1990 est la plus importante des quatre victoires qu'il remporte sur le circuit européen.
En 1982, les commentaires sont élogieux lorsque Néstor Mora gagne la XV Vuelta de la Juventud. Les observateurs annoncent l'éclosion d'une nouvelle promesse pour l'Élite du cyclisme colombien. Pronostics qui se renforcent lorsqu'en 1984, Mora devient champion de Colombie. Puis en terminant à la huitième place aux Jeux olympiques de Los Angeles, meilleur résultat pour un cycliste colombien depuis la neuvième place de Miguel Samacá à Munich en 1972. Il y gagne ainsi son surnom d'El Olímpico.
Cependant, Néstor Mora n'est pas un grimpeur, plutôt un rouleur sprinteur dans un pays où ils sont rares et peu appréciés. Ses succès lui ont permis de passer professionnel mais la raréfaction de ses succès au fil des ans, l'oblige à sacrifier sa carte personnelle pour se mettre aux services d'autres. Fonction qui lui est dévolue dans les formations Café de Colombia, Postobón Manzana et Kelme, où en 1989, il est enrôlé par Rafael Carrasco (es), pour protéger et seconder Fabio Parra, qui l'aurait recommandé.
Subitement tout change, lorsqu'en 1990, il devient le premier Colombien à battre des coureurs européens dans un sprint. Cela se produit lors de la 9e étape de la Vuelta, menant de Cáceres à Guijuelo. Venu sur l'épreuve pour aider Fabio Parra, il profite d'une carte blanche pour s'imposer. Dans une échappée où il se retrouve avec Nico Emonds, Jean-François Bernard ou bien encore Melchor Mauri, Mora se pense le moins véloce. Il décide de lancer le sprint au kilomètre, son arme secrète, selon lui. Tablant sur le fait que ses adversaires mésestiment ses chances de gagner, dans une de ses rares occasions de disputer un sprint en petit comité en Espagne.
Les temps des promesses du début de carrière semblent revenus quand au début de saison 1991, Néstor Mora remporte coup sur coup la Clásica de Boyacá et la Clásica de Cundinamarca dans son pays. Puis lorsqu'il s'empare du maillot de leader de la Semaine catalane (ca), à l'issue de la première étape, qu'il remporte en anticipant le sprint. Mora consolide son maillot en s'adjugeant la troisième étape, en Andorre. Démarrant dès le pied de La Comella, il dispose de ses six compagnons d'échappée en attaquant encore une fois de loin,. Néstor Mora obtient là la soixante-dixième victoire d'un Colombien depuis leur arrivée sur le circuit européen en 1984. Il garde la tête de la course jusqu'au contre-la-montre en côte du second secteur de la quatrième étape. Il termine finalement l'épreuve onzième. En 1992, le Colombien gagne sa quatrième victoire en Espagne en remportant la Clásica a los Puertos.
Deux jours après avoir gagné sa dernière course (la dernière étape de la Clásica del Tolima), il décède sur ses routes d'entraînement avec deux autres coureurs professionnels Augusto Triana et Hernán Patiño, percutés par un camion,. Il laisse derrière lui un fils et une fille, âgés respectivement de dix et six ans, au moment des faits.
Décrit comme un homme tranquille, peu communicatif, Néstor Mora appréciait regarder huit à douze films videos par week-end.

## Équipes[15]
- Amateur :
  - 1984 :  Colombie - Piles Varta
- Professionnelles :
  - 1985 :  Piles Varta - Café de Colombia - Mavic
  - 1986 :  Postobón Manzana - RCN
  - 1987 :  Postobón Manzana
  - 1988 :  Postobón Manzana
  - 1989 :  Kelme - Iberia - Varta
  - 1990 :  Kelme - Ibexpress
  - 1991 :  Kelme - Ibexpress - CAM
  - 1992 :  Kelme
  - 1993 :  Kelme - Xacobeo '93
  - 1994 :  Kelme - Avianca
  - 1995 :  Postobón Manzana - Ryalcao

## Palmarès
- 1984
  -  Champion de Colombie sur route
  - 8e de la course en ligne des Jeux olympiques
- 1986
  - 5e étape de la Clásica de Boyacá
- 1987
  - 9e étape du Clásico RCN
  - 2e étape du Tour de Colombie
- 1988
  - Clásica de Boyacá
  - 10e étape du Tour de Colombie
- 1990
  - 9e étape du Tour d'Espagne
  - 2e étape du Tour de Colombie
- 1991
  - 1re et 3e étapes de la Semaine catalane
  - 3e et 12e étapes du Tour de Colombie
  - Clásica de Boyacá
  - Clásica de Cundinamarca
- 1992
  - Clásica a los Puertos
- 1993
  - 11e étape du Tour de Colombie
  - 4e étape du Clásico RCN
  - 3e du championnat de Colombie sur route

## Résultats sur lesgrands tours

### Tour de France
4 participations. 
- 1985 : 118e du classement général.
- 1986 : 83e du classement général.
- 1987 : 63e du classement général.
- 1990 : 86e du classement général.

### Tour d'Espagne
9 participations.
- 1986: 23e du classement général.
- 1987: 21e du classement général.
- 1988: 42e du classement général.
- 1989: 46e du classement général.
- 1990: 42e du classement général et vainqueur de la 9e étape.
- 1991: 29e du classement général.
- 1992: 35e du classement général.
- 1993: 33e du classement général.
- 1994: 60e du classement général.

### Tour d'Italie
3 participations.
- 1985: 67e du classement général.
- 1993: 37e du classement général.
- 1994: 71e du classement général.

## Résultats sur les championnats

### Jeux olympiques
1 participation.
- 1984 : 8e au classement final[3].

### Championnats du monde professionnels
5 participations.
- 1986 : 29e au classement final[16].
- 1987 : Abandon.
- 1988 : Abandon.
- 1989 : Abandon.
- 1992 : 64e au classement final.